# Casa Pascual i Pons
Casa Pascual i Pons je neogotická budova navržená Enricem Sagnierem Villavecchiem, stojící na passeig de Gràcia v barcelonské čtvrti Eixample. Byla postavena roku 1890.
Stavba má 4 patra, obdélníkový půdorys a je vysoká asi 22 metrů. Objekt je ve skutečnosti dvěma stavbami v jedné, navržený pro dva členy jedné rodiny. Část prostor byla určena pro nájemní byty - nájemníci a majitelé měli oddělené vstupy do budovy.Byla renovována roku 1984. V interiéru zůstaly zachovány vitráže a původní krby.
Je španělskou kulturní památkou lokálního charakteru.